# Alexandre Fourny
Alexandre Fourny, né le 17 mars 1898 à Issé (Loire-Inférieure) et mort le 22 octobre 1941 à Nantes, en France, est un ancien combattant de la Première Guerre mondiale, un avocat ayant notamment défendu les « insurgés de Cayenne », un homme politique socialiste (membre de la SFIO) et un résistant français fusillé par l'Armée allemande lors de la Seconde Guerre mondiale, en représailles de l'exécution à Nantes par la Résistance du lieutenant-colonel Hotz, commandant des troupes allemandes d'occupation du département de la Loire-Inférieure.

## Biographie

### Jeunesse
Fils de Louise et Pierre Fourny, agriculteurs (l'état civil précise « laboureur »), Alexandre Fourny passe sa jeunesse à Saint-Aubin-des-Châteaux, et devient travailleur agricole jusqu'à l'âge de dix-sept ans en aidant ses parents, qui exploitent le domaine de la Sibonière. Durant cette période, il fréquente l'école communale d'Issé, où il obtient son certificat d'études à dix ans et demi.

### Première Guerre mondiale

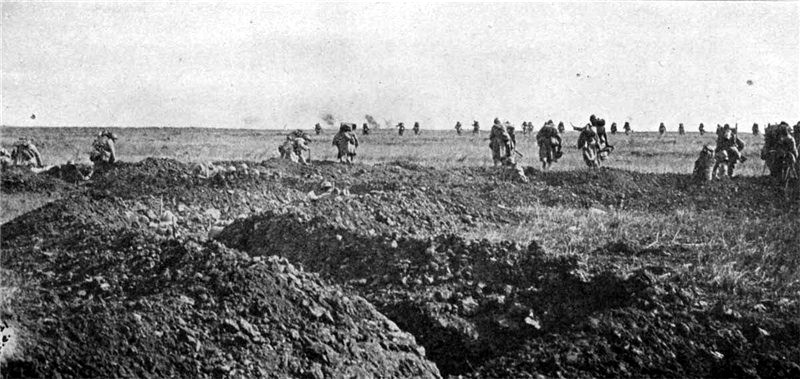
Assaut de soldats français au chemin des Dames

En 1916, il s’engage dans l'armée française en pleine guerre contre l'Allemagne, et incorpore le 8e régiment de cuirassiers,. Les 16 et 17 avril 1917, à 19 ans, il combat dans la plaine de la Miette près de Juvincourt-et-Damary dans l'Aisne et est fait prisonnier. Il réussit à s'échapper et, à la faveur d'une contre-attaque française, rejoint ses lignes. Il obtient de ce fait une citation à l'ordre de son régiment, et est décoré de la Croix de guerre. Il est blessé à la jambe droite à cause de l'éclatement d'une mine, alors qu'il participe à des combats sur la côte 108, près de Berry-au-Bac. Après avoir participé aux combats du chemin des Dames, du fort de Brimont et du fort de la Pompelle, il est de nouveau blessé, mais retourne au front en mars-avril 1918,. Il combat alors, dans les rangs de la 1re division d'infanterie légère, près de Montdidier et Moreuil dans la Somme. Lors d'un affrontement au bois de Sénégat près d'Hangest-en-Santerre, il est de nouveau fait prisonnier après avoir fait preuve de courage, ce qui lui vaut ultérieurement d'être décoré de la croix de chevalier la Légion d'honneur, avec une citation élogieuse.

« Tireur au fusil-mitrailleur, a tenu en échec l'ennemi à la lisière du bois de Sénégat, depuis 6 heures du matin jusqu'à 16 heures, les autres armes automatiques étant hors d'usage : a été encerclé pendant plus de 5 heures. Son sergent Le Vexier ayant été atteint d'une rafale de balles de mitrailleuses et perdant ses intestins, il l'emporte, mais doit l'abandonner sous les coups de crosse des soldats allemands. »

Le 12 mai 1918, il tente de s'évader en compagnie de Félix Sale et de plusieurs compagnons, mais alors qu'il arrive à 50 mètres des lignes françaises, les soldats français tirent sur le groupe, entraînant la mort d'un des fuyards et l'échec de l'évasion. Le 13 juillet, il fait une nouvelle tentative avec Félix Sale. Celui-ci parvient à s'échapper mais Fourny est repris à Anvers. Il poursuit son combat y compris en réalisant des actions de sabotage dans les camps de représailles de Sabla et Stimbled. Il doit attendre l'Armistice du 11 novembre 1918 pour être libéré. Ses blessures sont suffisamment sérieuses pour qu'il soit réformé à 30 %.

### Avocat nantais

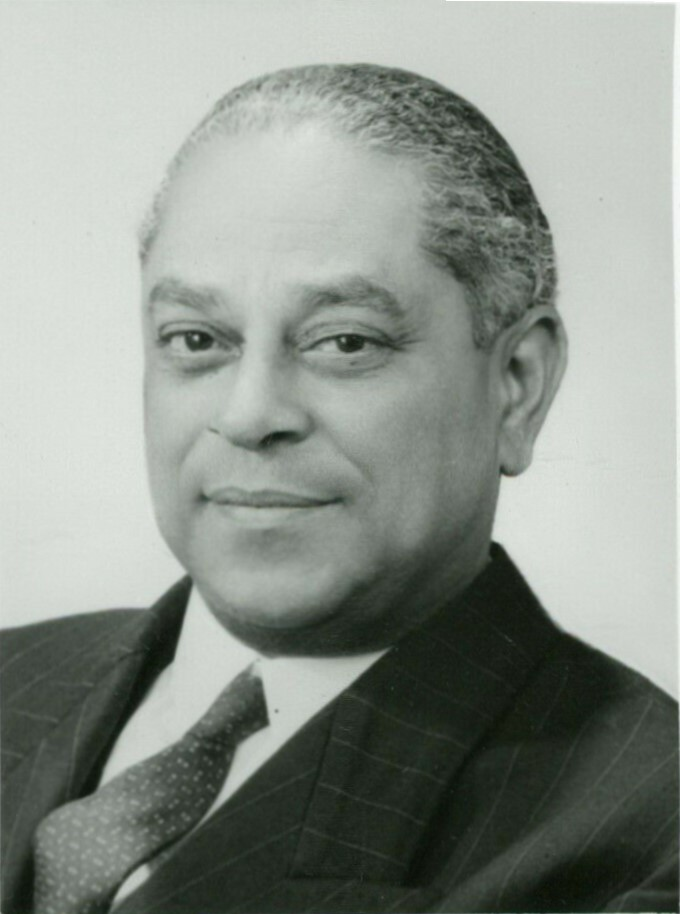
Gaston Monnerville en 1947

Après la guerre, il devient président de l’Association des prisonniers de guerre et des évadés de 1914-1918 (Union Nord-Ouest) et délégué de l’Association nationale des anciens combattants. Il ne retourne pas à la terre, travaille auprès d’un avoué de Bayeux et mène des études. Il obtient une licence en droit, ce qui lui permet d'entrer comme premier clerc chez un notaire de Caen entre 1922 et 1924, puis d'occuper le poste de secrétaire d'un ancien bâtonnier de Caen. En prêtant serment devant la cour d'appel de cette ville, il devient avocat-stagiaire. En 1924, il s'installe comme avocat à Nantes.
En 1931, il est titulaire d'un doctorat en droit et devenu un « avocat réputé du barreau de Nantes », où ses origines modestes font figure d'exception. Cette année-là il prend la défense, avec Alexandre Zévaès et Henry Torrès, aux côtés de Gaston Monnerville, des 14 émeutiers de Cayenne, qui se sont soulevés avec des milliers de Guyanais après la mort de Jean Galmot, fondateur du journal La Guyane. L'acquittement des accusés est une victoire pour Monnerville et également pour Fourny, qui, à cette période, voit se développer sa carrière politique.
Marié, Alexandre a un fils, Pierre.

### Élu de la SFIO
Adhérent à la Section française de l'Internationale ouvrière (SFIO), Alexandre Fourny devient secrétaire de la section socialiste de Nantes de 1930 à 1932, puis occupe à la fédération socialiste de la Loire-Inférieure les postes de trésorier adjoint de mai 1934 à 1937, puis de trésorier de mars 1937 à 1940. Parallèlement, il est secrétaire de la section de Nantes de la Fédération ouvrière et paysanne des anciens combattants, et président et conseiller juridique de la Fédération départementale des locataires,.
Après deux échecs aux élections cantonales de Moisdon-la-Rivière en 1925 et dans le quatrième canton de Nantes en 1931, Alexandre Fourny entre au conseil municipal de Nantes en mai 1931 à la suite d’une élection complémentaire,.
Cette élection marque un tournant dans la vie politique nantaise. Dans la période précédente, les socialistes sont associés aux radicaux, conduits par le maire Léopold Cassegrain. La mort du radical Émile Morice, élu du 4e canton de Nantes, provoque une élection partielle. Les radicaux présentent Charles-Albert Machin dans ce qu'ils considèrent comme leur bastion, d'autant que l'opposant le plus sérieux est Alexandre Fourny, présenté par leurs alliés socialistes. Or, au lieu de la campagne de principe attendue, Fourny combat vigoureusement son opposant et est élu. À la suite de ce résultat, la SFIO devient majoritaire par rapport à ses alliés de la droite modérée et des radicaux. Les membres de la SFIO démissionnent de leur poste d'adjoint au maire, les socialistes passent dans l'opposition municipale.
L'émeute de février 1934 à Paris crée un clivage parmi les associations nantaises d'anciens combattants. Alexandre Fourny rejoint le Comité d'entente des associations, présidé par Léon Jost, rassemblant le camp dit des « républicains », tandis que le camp des « nationalistes » est conduit par Pierre Roger dans le Mouvement d'action combattante.
En mai 1934, en tant que conseiller municipal, Alexandre Fourny émet un vote favorable à la remise en place de la statue de la Délivrance en bas du « square Ceineray » ou « square Saint-André » (actuel square du Maquis-de-Saffré). Cette œuvre controversée, une première fois dressée devant le monument aux morts de la ville en hommage aux combattants de la Première Guerre mondiale, avait été abattue sept ans plus tôt par un groupe d'activistes des Jeunesses patriotes. Dans le contexte de l'époque, cette affaire suscite une opposition droite/gauche y compris au sein du conseil municipal,.
Réélu en 1935 lors du scrutin municipal remporté par la SFIO, Alexandre Fourny devient 5e adjoint du maire, Auguste Pageot ; il est alors nommé membre de la commission administrative des hospices de Nantes, ancêtre du centre hospitalier universitaire. En 1934, Alexandre Fourny est élu conseiller d’arrondissement dans le quatrième canton de Nantes, et en devient conseiller général en 1937,.

### Résistance
Après le début de la Seconde Guerre mondiale, le 27 septembre 1939, les deux fractions d'associations d'anciens combattant se réunissent dans le Comité d'entente prolongé. Le président en est Léon Jost, qui s'est imposé face à Pierre Roger. En juin 1940, l'animosité interne pousse Léon Jost et ses alliés, dont Alexandre Fourny, à quitter le comité. En juillet 1940, Pierre Roger tente de provoquer la création de deux comités d'anciens combattant, mais le préfet impose une structure unique, avec Léon Jost à sa tête.
Alexandre Fourny participe dès juin 1940 à la Résistance, Nantes étant en zone occupée,. Alors que le 29 juin, les dirigeants des associations d'anciens combattants sont avertis de la présence de 2 500 prisonniers français dans la caserne Richemont à Nantes, Alexandre Fourny les met au courant le lendemain que ce sont près de 40 000 d'entre eux qui sont détenus, dans des conditions difficiles, dans des camps installés près de Châteaubriant ; son propre frère y est interné.
Le 4 juillet, Fourny accompagne le maire, Auguste Pageot, et Léon Jost, dans une visite des camps de prisonniers du castelbriantais. Il organise par la suite le passage en zone libre de soldats anglais et, aidé par sa femme, les évasions de plusieurs dizaines de prisonniers du camp de Choisel à Châteaubriant,, en leur fournissant de faux papiers, et devient chef régional d'un réseau de renseignements. Avec Léon Jost et Briac Le Diouron, il organise l'évasion de prisonniers des camps de Châteaubriant, Savenay et Château-Bougon,. Entre juin 1940 et janvier 1941, le réseau mis en place permet à 2 248 prisonniers de s'évader ; ce nombre semble avoir été surestimé, puisqu'il signifie que plus de dix prisonniers se seraient échappés chaque jour, et les quatre seules personnes chargées d'établir de faux papiers n'auraient pu assumer une telle quantité de documents à fournir.
Pour réaliser ces opérations, Fourny s'appuie sur le réseau des anciens combattants. Il s'emploie parmi les premiers à faire évader les prisonniers. Ceci présente un risque, et le commandant allemand de la place de Nantes, Karl Hotz, est mis au courant de ces actions. Les évadés sont d'abord cachés dans les fermes autour de Châteaubriant, puis à Nantes, puis expédiés en zone libre, notamment grâce à Marin Poirier, cheminot, qui organise les transferts par train. Le caractère massif des évasions empêche la discrétion. Alexandre Fourny est alors à la tête du réseau « Georges France 31 » ; il entre en contact avec l'Intelligence Service.
Lors d’une séance privée de la commission des Beaux-Arts, Alexandre Fourny tient des propos injurieux à l'encontre du maréchal Pétain, qu'il aurait qualifié de « Maréchal Péteux », allusion au comportement de celui-ci face aux Allemands. Dénoncé, Fourny est suspendu de ses fonctions, le 3 octobre 1940, par le préfet de Nantes.

### Exécution
Le 15 janvier 1941, alors qu'il est dans son cabinet d'avocat au no 1 de la rue Guépin, les Allemands l’arrêtent, au cours d'une opération où ils capturent tous les membres du réseau de soutien aux prisonniers, et l'incarcèrent à la prison des Rochettes, mais ils le relâchent le 11 février, faute de preuves. Il essaie aussitôt de faire libérer Léon Jost, mais le 12 février, Alexandre Fourny est de nouveau arrêté et conduit à la prison Lafayette.
Lui et ses camarades sont défendus par le bâtonnier du barreau de Nantes, M. Guinaudeau. Leur procès, initialement prévu le 22 avril 1941, a lieu le 15 juillet. Lors de son déroulement, Pierre Roger, dirigeant de l'organisation « nationaliste » Mouvement d'action combattante, opposé à Léon Jost et ses amis, et cité comme témoin, affirme que les évasions étaient organisées contre un dédommagement. Le tribunal recense 900 évasions prouvées. Fourny, comme la plupart de ses codétenus, est condamné à trois ans de forteresse.
La peine est confirmée en appel le 27 août. Ce procès en appel survient après l'exécution d'un officier allemand par un commando de résistants conduit par le colonel Fabien et comprenant Gilbert Brustlein, le 21 août 1941. Initialement condamné à quatre ans et demi de forteresse, Marin Poirier, le cheminot socialiste ayant conduit les prisonniers évadés en zone libre, seul accusé ayant été pris en possession de documents compromettants, est cette fois condamné à mort, et fusillé le 30 août 1941. Cette exécution, la première frappant un résistant à Nantes, fait suite à plusieurs autres en France, dont celles de huit résistants communistes à partir du 23 août, de trois gaullistes le 29 (dont Honoré d'Estienne d'Orves), en réponse à des attentats contre des gradés allemands et contre Pierre Laval et Marcel Déat.
Le 20 octobre 1941, Karl Hotz, commandant allemand de la place de Nantes, est abattu par un commando de résistants composé de Spartaco Guisco, Gilbert Brustlein et Marcel Bourdarias. En représailles, une liste d'otages, majoritairement composée de militants communistes et socialistes, est établie. Alexandre Fourny y figure, en 36e position. Il est exécuté avec quinze autres personnes dans le champ de tir du Bêle à Nantes, le 22 octobre 1941. Il est enterré aussitôt après, tout comme Léon Jost, dans le cimetière de Haute-Goulaine. Le 3 juin 1945, les corps des otages fusillés sont exhumés et placés dans la grande salle du musée des beaux-arts de Nantes, qui fait office de chapelle ardente. Conformément au souhait qu'il a exprimé dans sa dernière lettre à sa femme, Alexandre Fourny est inhumé au cimetière Miséricorde à Nantes.

## Hommages

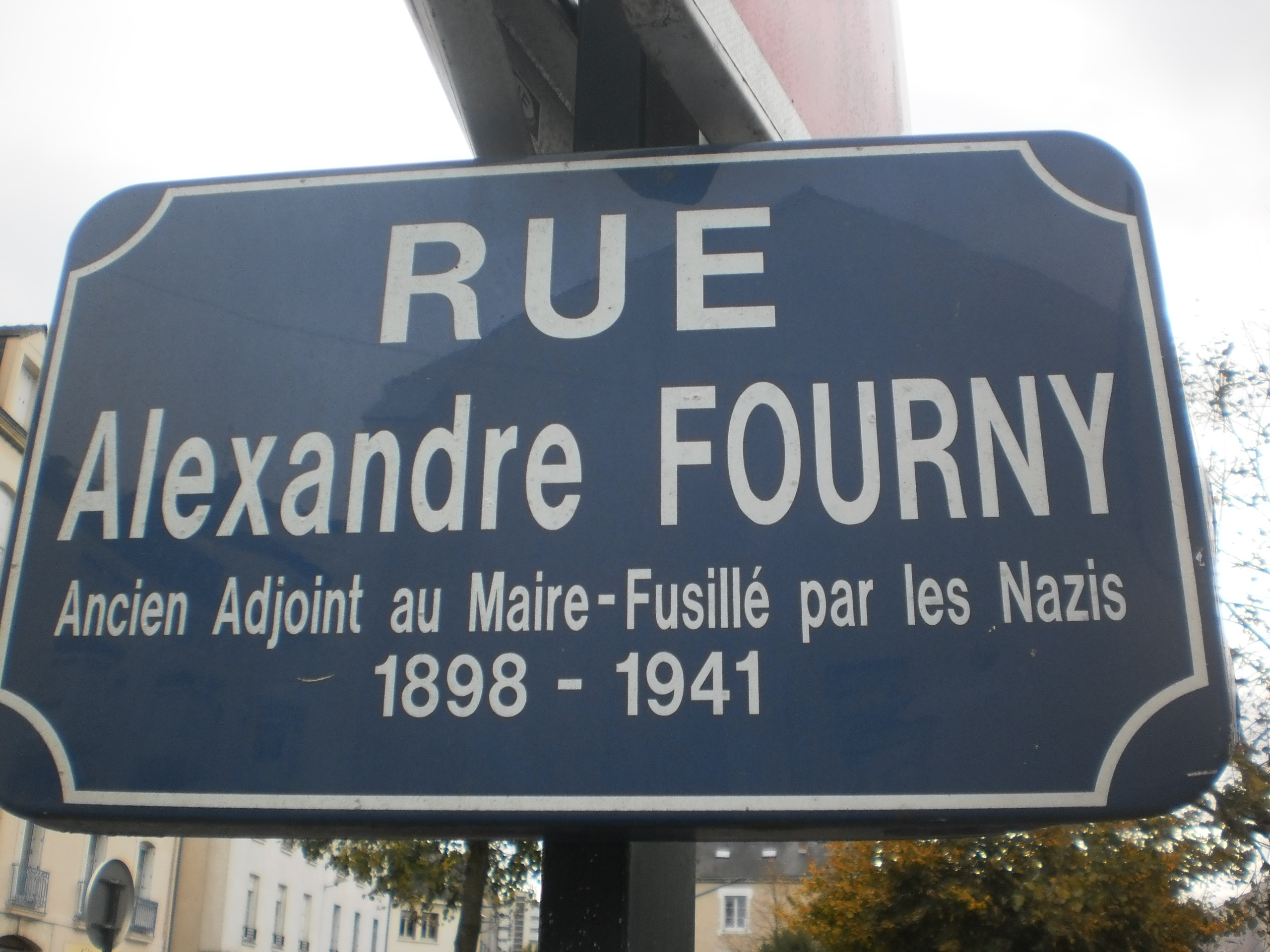
Plaque de la rue Alexandre-Fourny à Nantes.

Le 28 novembre 1946, la Croix de guerre lui est décernée à titre posthume, et le Journal officiel du 20 février 1947 publie sa nomination au grade de capitaine, qu'il portait officieusement dans le réseau « Georges France 31 ».
Une rue nantaise est baptisée rue Alexandre-Fourny en 1945 D'autres voies portant son nom se trouvent dans des communes de l'agglomération (à Bouguenais, Saint-Sébastien-sur-Loire et Les Sorinières), ainsi qu'à Champigny-sur-Marne. 
Son nom figure également sur le monument élevé Cours des 50-Otages en mémoire des victimes des exécutions de 1941.
Lorsqu'en 1945 la dépouille d'Alexandre Fourny est transférée au cimetière Miséricorde, un monument est dressé sur sa tombe. Pendant des années, à chaque anniversaire de sa mort, cette sépulture est fleurie et un mot est déposé : « Un Guyanais reconnaissant ».
Alexandre Fourny est décoré de la Médaille de la Résistance française à titre posthume le 25 février 1958.

Monument funéraire du cimetière Miséricorde à Nantes
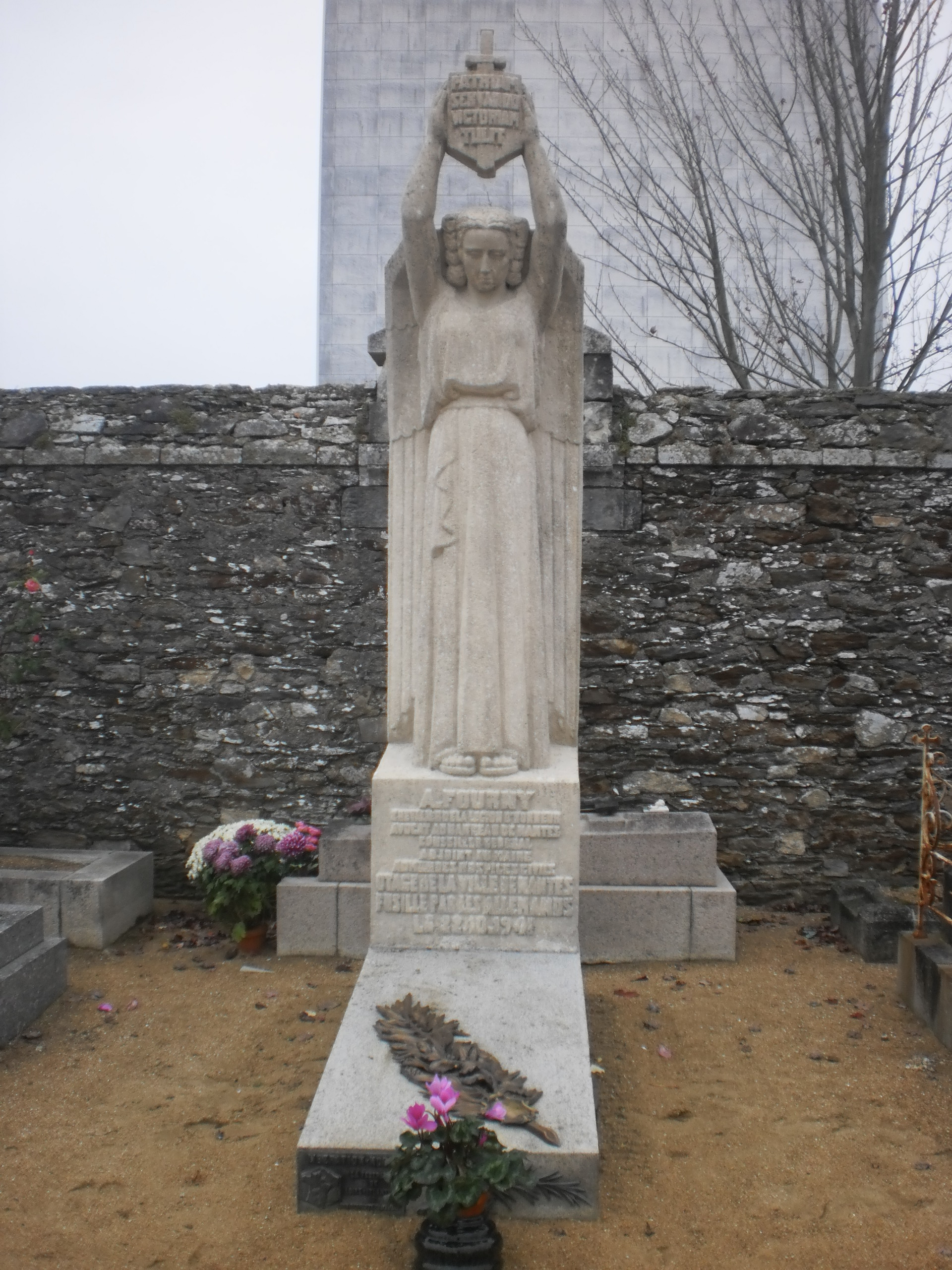
Vue d'ensemble.
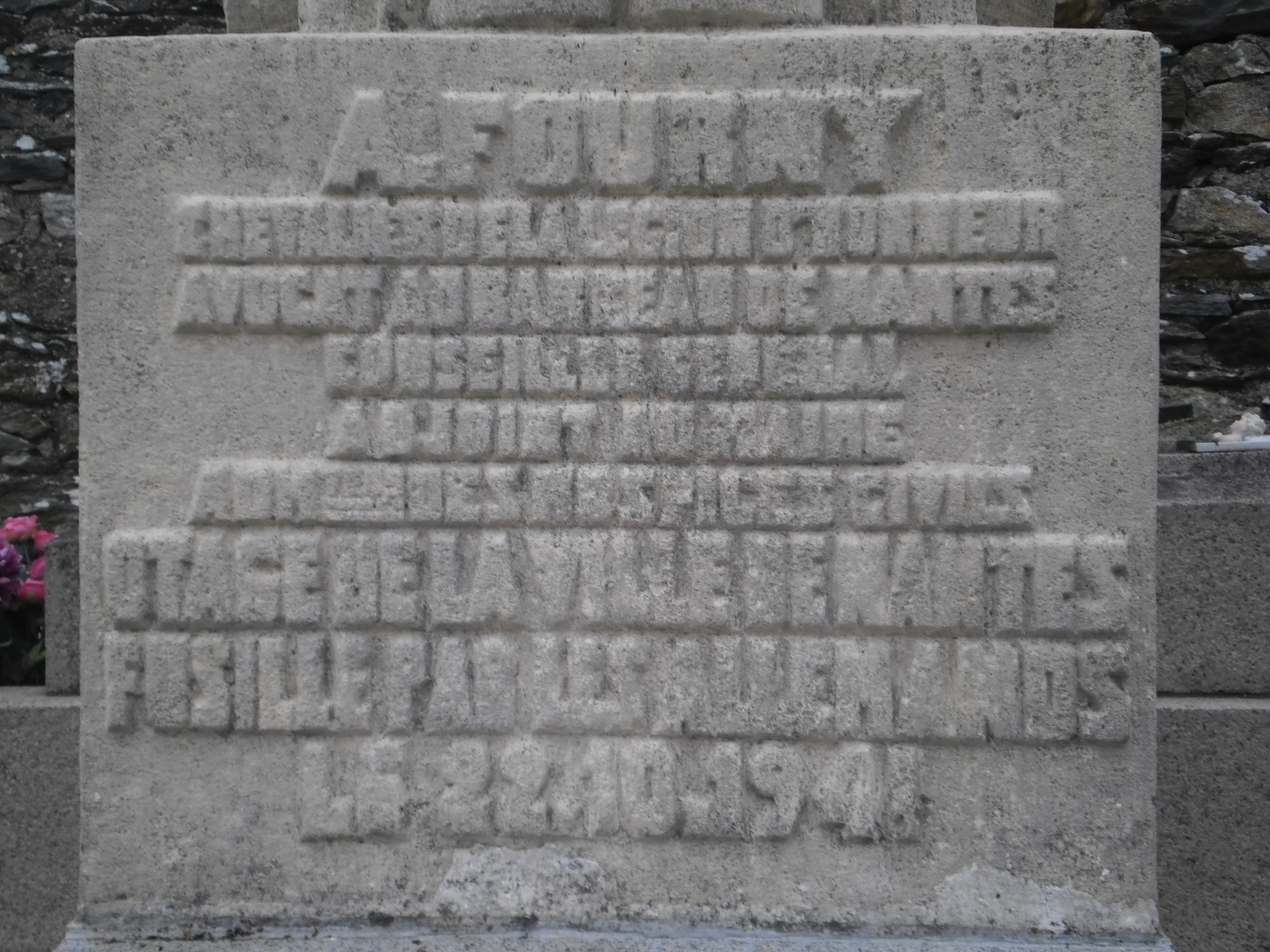
Plaque.